# Prisma (Broschüre)

Titelzeile

Prisma (Abkürzung für: prima radikales info sammelsurium militanter aktionen) ist eine handbuchartige Broschüre anonymer Autoren, die zu militanten Aktionen anleitet. Die Broschüre kam 2010 in Umlauf. In Papierform wurde Prisma hauptsächlich in Berlin, Hamburg und Niedersachsen verbreitet.
Die Beiträge waren zum Teil erneute Abdrucke und Weiterentwicklungen von Beiträgen der Zeitschriften radikal und interim.

## Inhalt
In der 80-seitigen Broschüre im DIN-A-4-Format werden verschiedene Themen des politischen Widerstands abgehandelt. Neben einem theoretischen Teil zu „Zielen und Beweggründen militanter Politik“ findet sich Anleitungen zur Durchführung von Anschlägen, zur Dokumentation, zu sicherheitstechnischen Aspekten, zu Taktiken für Sabotageaktionen und zur Vermeidung von Spuren, detaillierte Baupläne von Brandsätzen und Hinweise zum Vorgehen der Ermittlungsbehörden.

## Ermittlungen
Während der Ermittlungen zu den Herausgebern der Broschüre durchsuchte die Staatsanwaltschaft Berlin am 28. und 29. April 2010 auf Grundlage eines allgemeinen Beschlagnahmebeschlusses des Amtsgerichts Berlin-Tiergarten mehrere Buchläden und linke Projekte in Berlin. Dabei wurden Exemplare der Broschüre beschlagnahmt. Eine Ermittlung gegen die Buchläden selbst wegen Anleitung zu Straftaten war Grund für die Gründung der Initiative unzensiert lesen und wurde im Juni 2011 eingestellt.
Am 9. Juni 2010 durchsuchte die Berliner Justiz die Geschäftsräume des Berliner Internetproviders JP Berlin, auf dessen Server eine vom Kunden projektwerkstatt.de eingestellte PDF-Kopie der Prisma gefunden wurde, und beschlagnahmte Computer und Festplatten. Durch die Aktion waren 10.000 Webseiten vorübergehend nicht erreichbar.

## Bewertung durch den Verfassungsschutz
Der Leiter des niedersächsischen Verfassungsschutzes, Hans-Werner Wargel, kommentierte, dass mit der Prisma in „bislang unbekannter Akribie und Professionalität zu Straftaten aufgerufen“ werde.
Die Broschüre wurde im Verfassungsschutzbericht 2010 des Bundes sowie  Hamburgs, Bayerns, Berlins, Niedersachsen und weiterer Länder behandelt.